# Riassunto delle caratteristiche del prodotto
Il riassunto delle caratteristiche del prodotto (RCP) di un medicinale è un documento destinato principalmente agli operatori sanitari (medici, farmacisti, infermieri) ed è una carta d'identità del medicinale, costantemente aggiornata nel corso degli anni e depositata presso l'Agenzia europea per i medicinali (EMA) o presso l'Agenzia italiana del farmaco (AIFA). Esso riporta tutte le informazioni fondamentali relative all'efficacia e alla sicurezza del farmaco. È diverso dal foglietto illustrativo del medicinale, che è un documento destinato al paziente/utilizzatore e che contiene tutte le informazioni utili per un impiego quanto più sicuro e corretto del farmaco, espresse in un linguaggio chiaro e facilmente comprensibile.